# ارتسبرگ ۸۰۲۰
سیارک ۸۰۲۰ (به انگلیسی: 8020 Erzgebirge، نامگذاری:1990TV13) هشت هزار و بیستمین سیارک کشف شده‌است که در ۱۴ اکتبر ۱۹۹۰ کشف شد.
قدر مطلق سیارک برابر ۱۴٫۲۰ است.